# Svjetsko prvenstvo turističkih automobila
Svjetsko prvenstvo turistički automobila (engl. World Touring Car Championship - WTCC) je međunarodno natjecanje turističkih automobila koje organizira Međunarodna automobilistička federacija (FIA).   
Prva sezona WTCC-a održana je 1987.g. za turističke automobile Grupe A, gdje je pridružena do tada dugogodišnjem uspješnom natjecanju Europskom prvenstvu turističkih automobila (ETCC, koje je trajalo od 1963.). Utrke iz kalendara natjecanja ETCC-a i nekoliko utrka na ostalim kontinentima činile su 1987.g. prvu sezonu WTCC-a.
Natjecanje WTCC je već u prvoj sezoni postalo žrtva vlastite uspješnosti, te je FIA ukinula natjecanje zbog potencijalne financijske prijetnje natjecanju Formule 1.
Zbog populanrnosti natjecanja turistički automobila, FIA je 1993.g. organizirala Svjetski kup turističkih automobila koji je održan i sljedeće dvije godine. Natjecanje se je sastojalo od utrke na jednoj stazi, svake godine različire. Godine 1993.g. nije dodijeljivan naslov najboljem proizvođaču, nego samo vozaču i momčadi.
Natjecanje ETCC-a koje je FIA vratila 2000.g. (nakon što je 1988.g. ukinuto), nakon nekoliko uspješnih sezona, promovirano je 2005. u natjecanje WTCC.

## Dosadašnji pobjednici
|        | WTCC svjetski prvaci - vozači | WTCC svjetski prvaci - vozači | WTCC svjetski prvaci - vozači |  | WTCC svjetski prvaci - proizvođači | WTCC svjetski prvaci - proizvođači         |
| Sezona | Vozač                         | Momčad                        | Automobil                     |  | Proizvođač                         | Autombil                                   |
| ------ | ----------------------------- | ----------------------------- | ----------------------------- |  | ---------------------------------- | ------------------------------------------ |
| 2015.  | José María López              | Citroën Total WTCC            | Citroën C-Elysée WTCC         |  | Citroën                            | Citroën C-Elysée WTCC                      |
| 2014.  | José María López              | Citroën Total WTCC            | Citroën C-Elysée WTCC         |  | Citroën                            | Citroën C-Elysée WTCC                      |
| 2013.  | Yvan Muller                   | RML                           | Chevrolet Cruze 1.6 T         |  | Honda                              | Honda Civic WTCC                           |
| 2012.  | Robert Huff                   | Chevrolet RML                 | Chevrolet Cruze 1.6 T         |  | Chevrolet                          | Chevrolet Cruze 1.6 T                      |
| 2011.  | Yvan Muller                   | Chevrolet RML                 | Chevrolet Cruze 1.6 T         |  | Chevrolet                          | Chevrolet Cruze 1.6 T                      |
| 2010.  | Yvan Muller                   | Chevrolet RML                 | Chevrolet Cruze LT            |  | Chevrolet                          | Chevrolet Cruze LT                         |
| 2009.  | Gabriele Tarquini             | SEAT Sport                    | SEAT León TDI                 |  | SEAT                               | SEAT León TDI                              |
| 2008.  | Yvan Muller                   | SEAT Sport                    | SEAT León TDI                 |  | SEAT                               | SEAT León TDI                              |
| 2007.  | Andy Priaulx                  | BMW Team UK                   | BMW 320si                     |  | BMW                                | BMW 320si                                  |
| 2006.  | Andy Priaulx                  | BMW Team UK                   | BMW 320si                     |  | BMW                                | BMW 320si                                  |
| 2005.  | Andy Priaulx                  | BMW Team UK                   | BMW 320i                      |  | BMW                                | BMW 320i                                   |
|        | WTCC svjetski prvaci - vozači | WTCC svjetski prvaci - vozači | WTCC svjetski prvaci - vozači |  | WTCC svjetski prvaci - momčadi     | WTCC svjetski prvaci - momčadi             |
| Godina | Vozač                         | Momčad                        | Automobil                     |  | Momčad                             | Automobil                                  |
| 1987.  | Roberto Ravaglia              | Schnitzer Motorsport          | BMW M3                        |  | Eggenberger Racing No. 7           | Ford Sierra RS Cosworth Ford Sierra RS 500 |

## Prvenstvo netvorničkih (nezavisnih) momčadi
|        | WTCC svjetski prvaci - nezavisni vozači | WTCC svjetski prvaci - nezavisni vozači | WTCC svjetski prvaci - nezavisni vozači | WTCC svjetski prvaci - nezavisni vozači |
| Godina | Vozač                                   | Momčad                                  | Automobil                               |                                         |
| ------ | --------------------------------------- | --------------------------------------- | --------------------------------------- | --------------------------------------- |
| 2015.  | Norbert Michelisz                       | Zengő Motorsport                        | Honda Civic WTCC                        |                                         |
| 2014.  | Franz Engstler                          | Liqui Moly Team Engstler                | BMW 320 TC                              |                                         |
| 2013.  | James Nash                              | bamboo-engineering                      | Chevrolet Cruze 1.6T                    |                                         |
| 2012.  | Norbert Michelisz                       | Zengő Motorsport                        | BMW 320 TC                              |                                         |
| 2011.  | Kristian Poulsen                        | Liqui Moly Team Engstler                | BMW 320 TC                              |                                         |
| 2010.  | Sergio Hernández                        | Proteam Motorsport                      | BMW 320si                               |                                         |
| 2009.  | Tom Coronel                             | SUNRED Engineering                      | SEAT León 2.0 TFSI                      |                                         |
| 2008.  | Sergio Hernández                        | Proteam Motorsport                      | BMW 320si                               |                                         |
| 2007.  | Stefano D'Aste                          | Wiechers Sport                          | BMW 320si                               |                                         |
| 2006.  | Tom Coronel                             | GR Asia                                 | SEAT León                               |                                         |
| 2005.  | Marc Hennerici                          | Wiechers Sport                          | BMW 320i                                |                                         |

## FIA Svjetski kup turističkih automobila
|        | FIA Svjetski kup turističkih automobila (1993-1995) | FIA Svjetski kup turističkih automobila (1993-1995) | FIA Svjetski kup turističkih automobila (1993-1995) | FIA Svjetski kup turističkih automobila (1993-1995) |
| Godina | Vozač pobjednik                                     | Automobil pobjednika                                | Proizvođač pobjednik                                | Staza                                               |
| ------ | --------------------------------------------------- | --------------------------------------------------- | --------------------------------------------------- | --------------------------------------------------- |
| 1995.  | Frank Biela                                         | Audi A4 quattro                                     | Audi                                                | Paul Ricard                                         |
| 1994.  | Paul Radisich                                       | Ford Mondeo                                         | BMW                                                 | Donington Park                                      |
| 1993.  | Paul Radisich                                       | Ford Mondeo                                         | bez titule                                          | Monza                                               |

## Vanjske poveznice
- WTCC službene internet stranice (engl.)